# Ondernemersrisico
Het begrip ondernemersrisico omvat de risico’s die een persoon of bedrijf met zich meedraagt bij het zelfstandig uitoefenen van een beroep dan wel de bedrijfsvoering, voor zover niet te verzekeren, of voor zover niet verzekerd. Het zijn risico’s die een werknemer in dienstbetrekking vaak niet direct loopt. De zelfstandig ondernemer voert werkzaamheden uit voor “eigen rekening en risico”.
Omdat ondernemers zichzelf, maar ook hun bedrijf en mogelijk ook personeel bepaalde garanties moet kunnen bieden, zal deze die risico’s willen gaan uitsluiten. Niet alles is echter te voorkomen.

## Voorbeelden
Mogelijke ondernemersrisico's zijn:
- Lockdown vanwege een pandemie.
- Er is kans dat een opdracht niet wordt binnengehaald. Of:

Een opdracht wordt voor bepaalde of onbepaalde tijd uitgesteld.
Het is niet zeker dat een opdrachtgever een vervolgopdracht geeft.
- Een investering verdient zichzelf niet terug.
- Het werk zelf wordt niet juist uitgevoerd en/of voldoet niet aan de eisen en wensen van de klant.

Dit risico is over het algemeen niet te verzekeren en wordt ook wel het zuivere ondernemersrisico genoemd.
- Gevolgschade door het doen of juist (weg)laten van een handeling waardoor schade anders dan aan het werk ontstaat.

Dit risico is in meer of mindere mate verzekerbaar met eigen risico en verplichtingen ter voorkoming van (gevolg)schade dient rekening gehouden te worden.
- Debiteuren die niet betalen.

Incassobureaus kunnen te vorderen bedragen niet altijd of geheel innen. Verzekeren hiertegen kan beperkt zijn of te duur.
- De verkoop van een product of dienst blijkt toch minder op te brengen dan gedacht.

Inkomsten kunnen niet gegarandeerd worden, terwijl de kosten wel door lopen.
- Grondstoffen worden (onverwachts) duurder.

Niet altijd kunnen kosten per direct in een eindproduct verrekend worden.
- Een bepaald product of dienst wordt op enigerlei wijze ontmoedigd of verboden.

Door wet, maatschappelijke- of plaatselijke belangen.
- De ondernemer wordt ziek.

Een verzekering zal wellicht niet evenzoveel uitkeren als een goed draaiend bedrijf kan opbrengen.
- Bedrijf brandt af.

Een verzekeringsuitkering gaat tot een bepaald bedrag. Bedrijf zal tegen kosten weer moeten worden opgebouwd.
- Toeleverancier kan niet meer of niet op tijd leveren.

De productie wordt vertraagd of komt stil te liggen.
- De op enigerlei wijze in diskrediet gebrachte naam van de onderneming door negatieve publiciteit.

Het product of dienst wordt minder of helemaal niet meer afgenomen.
- Marktprijs fluctueert sterk.

De ondernemer heeft onvoldoende grip op de prijs van zijn dienst of product.
Maar ook bepaalde hiaten in algemene voorwaarden kunnen een ondernemersrisico met zich meenemen,
- Afspraken met afnemer of consument zijn niet duidelijk genoeg opgesteld.
- Garanties waren niet geheel duidelijk.
- Er zijn geschillen ontstaan.

## Bron
- Beeldrijk – Ondernemerschap